# Park Jong-hoon
Park Jong-hoon (né le 6 mai 1965) est un gymnaste sud-coréen.